# Tranebjerg Kirke
Tranebjerg Kirke er en kirke i landsbyen Tranebjerg på Samsø. Kirken lå tidligere i Tranebjerg Sogn, men dette blev 1. maj 2014 slået sammen med de øvrige sogne på Samsø til Samsø Sogn. Kirken er opført i romansk-gotisk stil i 1300-tallet. Det kraftige tårn er fra ca. 1525. Kirken har sandsynligvis erstattet en tidligere kirke blot 100 m der, som blev anlagt i forbindelse med Gammel Brattingsborg, der blev ødelagt af marsk Stig Andersen Hvide.
Syd for kirkebygningen ligger Tranebjerg Kirkelade, der i middelalderen fungerede som tiendelade for kirken.

## Interiør
- Alter
- Døbefont
- Kirkerum
- Orgel
- Prædikestol